# صنعت در ژاپن

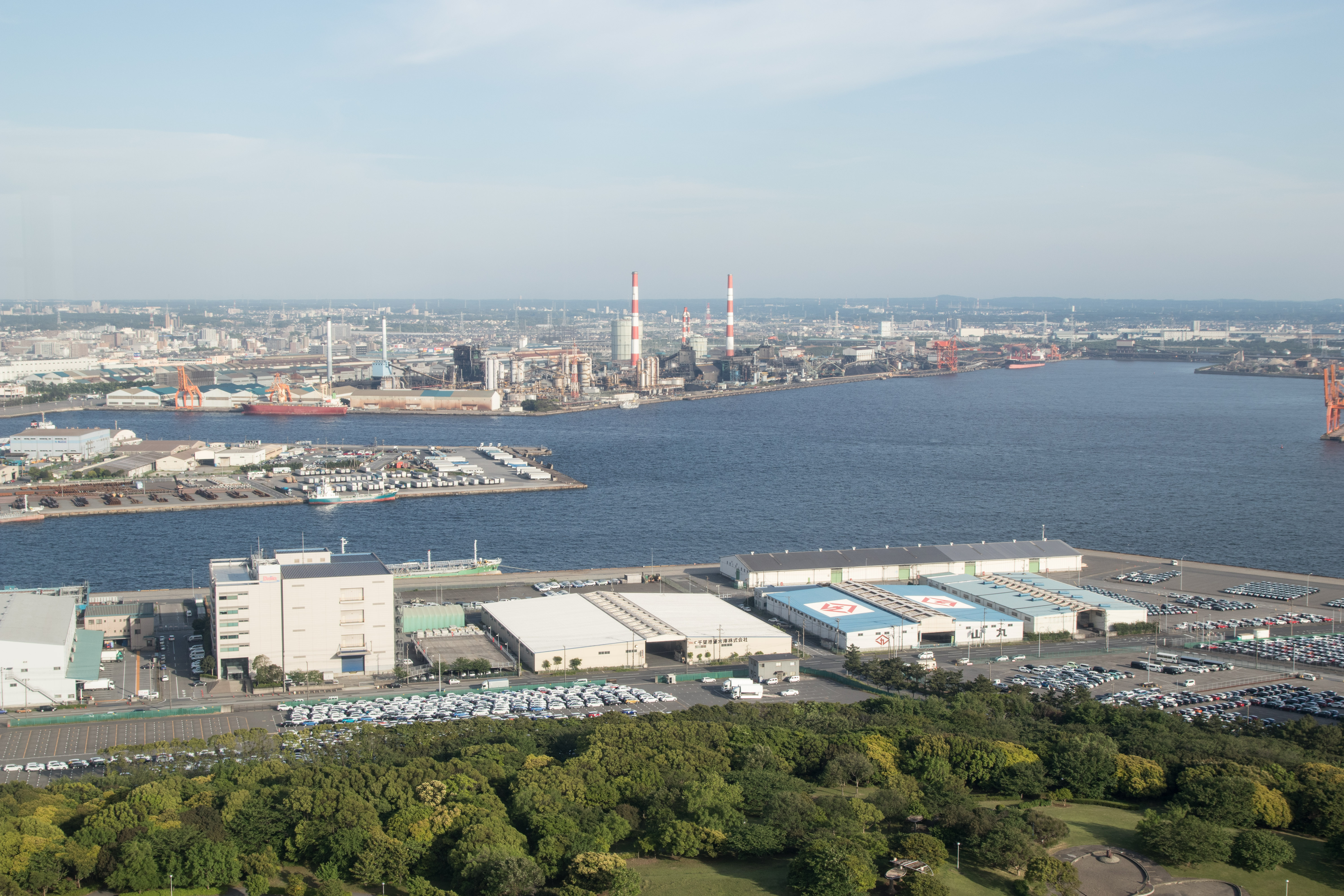
منطقه صنعتی کییو در استان چیبا، ژاپن

صنعت تولید ژاپن به شدت به مواد خام و واردات سوخت وابسته است. تولید و صنعت ژاپن بسیار متنوع است که شامل انواع صنایع پیشرفته بسیار موفق است. صنعت ۱۹٫۴ درصد (۲۰۲۲) از تولید ناخالص داخلی این کشور را تشکیل می‌دهد. تولیدات تولیدی‌های ژاپن سومین تولید در جهان محسوب می‌شود.
صنایع عمده صادراتی ژاپن شامل خودرو، لوازم الکترونیکی مصرفی، رایانه، نیمه هادی‌ها، مس، آهن و فولاد می‌باشد. صنایع کلیدی دیگر در اقتصاد ژاپن عبارت اند از پتروشیمی، داروسازی، صنایع زیستی، کشتی سازی، هوافضا، نساجی و غذاهای فرآوری شده.

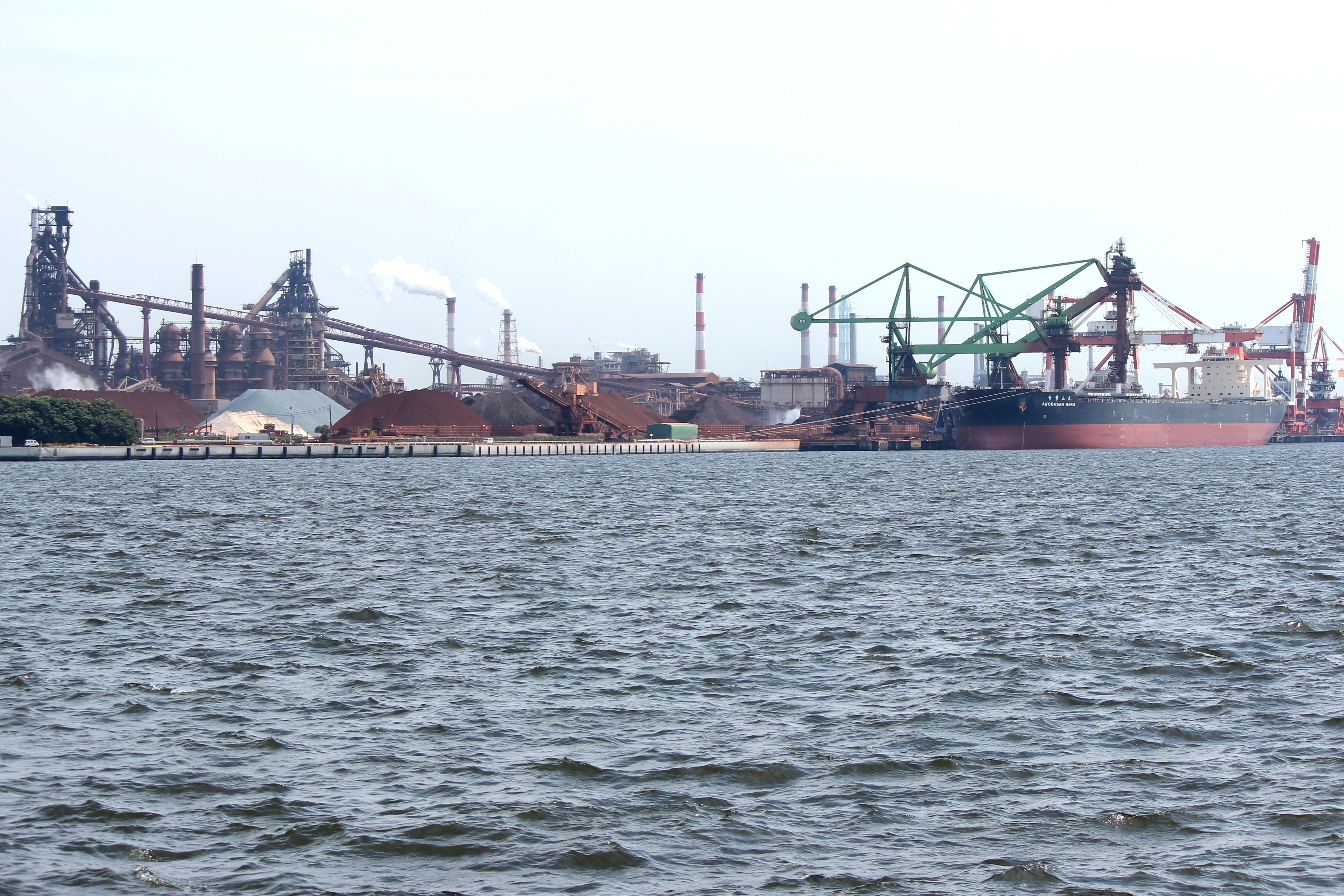
منطقه صنعتی چوکیو در اطراف ناگویا خانه صنایع خودروسازی ژاپن است.

شرکت‌های معروف فناوری و تولیدی ژاپنی عبارتند از سونی، نیسان، هوندا، توشیبا، تویوتا، مزدا، هیتاچی، صنایع سنگین میتسوبیشی، میتسوبیشی الکتریک، فوجیتسو، یاماها، سیکو اپسون، پاناسونیک، نینتندو، سگا، سومیتومو کورپوریشن، تاکدا، سوبارو، ایسوزو، کوماتسو، شارپ کورپوریشن، نیکون، کانن و ان‌ای‌سی.

## فولاد

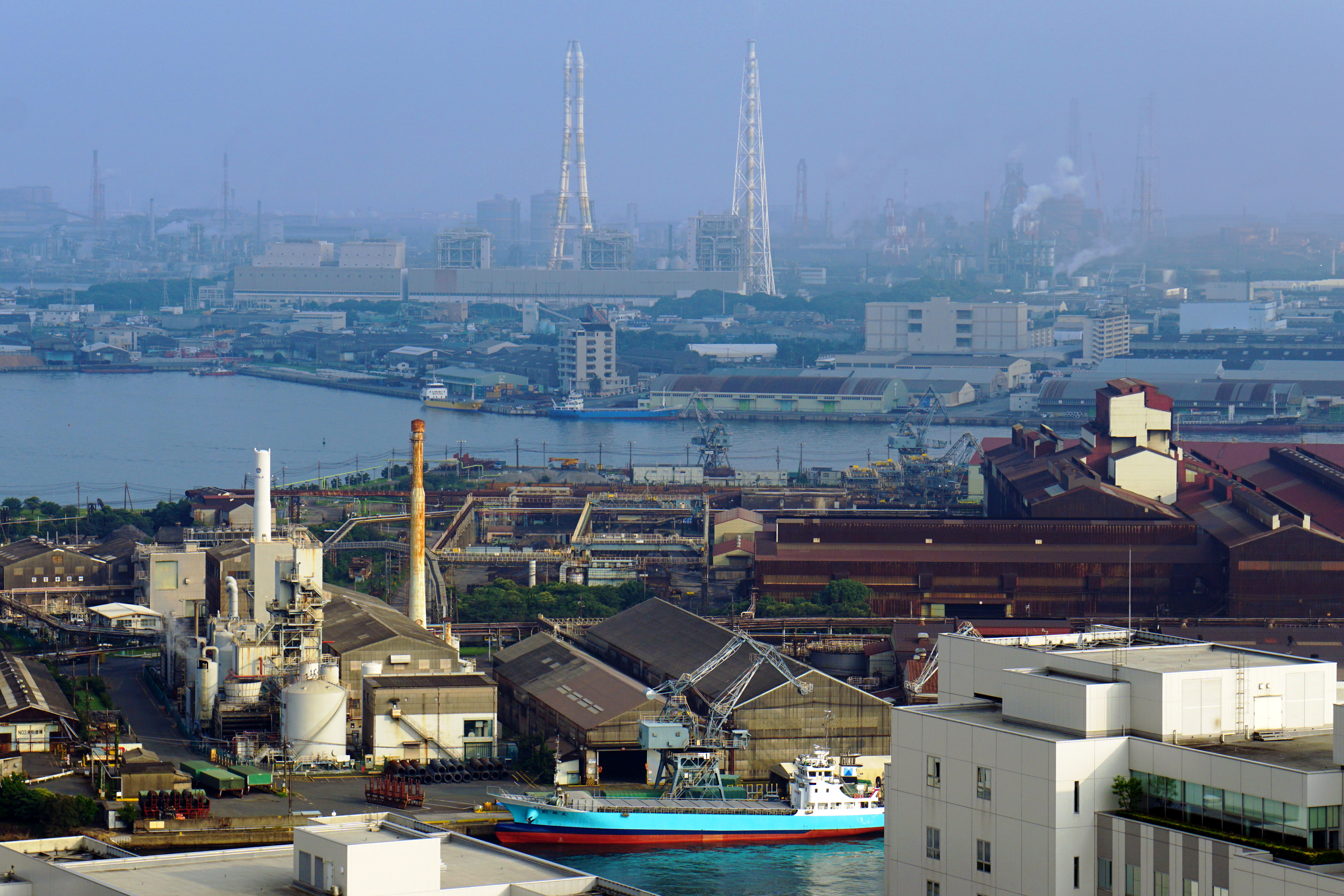
نمای کارخانه فولاد یاهاتا در کیتاکیوشو، فوکوئوکا، استان فوکوئوکا

در سال ۲۰۱۸، دو بازار برتر صادراتی ژاپن در حوزه فولاد عبارت بودند از: کره جنوبی، تایلند (نیپون استیل و سومیتومو متال، جی‌اف‌ئی استیل و کوبه استیل) که بر اساس داده‌های موجود، ۸۵٫۲۵ میلیون تن متریک یا ۸۲ درصد از کل تولید سال ۲۰۱۸ را به خود اختصاص دادند.
صنعت آهن و فولاد ژاپن عمدتاً در منطقه توکیو-چین متمرکز است، منطقه شهری چوکیو، اوزاکا - کوبه، فوکوئوکا-یاماگوچی، اوکایاما-یاماها و منطقه هوکایدو حدود ۲۰ درصد از تولید فولاد ژاپن را تشکیل می‌دهند. شهرهای بزرگی که صنایع فولاد در آنها مستقر هستند کوبه، اوساکا و کیتاکیوشو، فوکوئوکا هستند.

## کشتی سازی

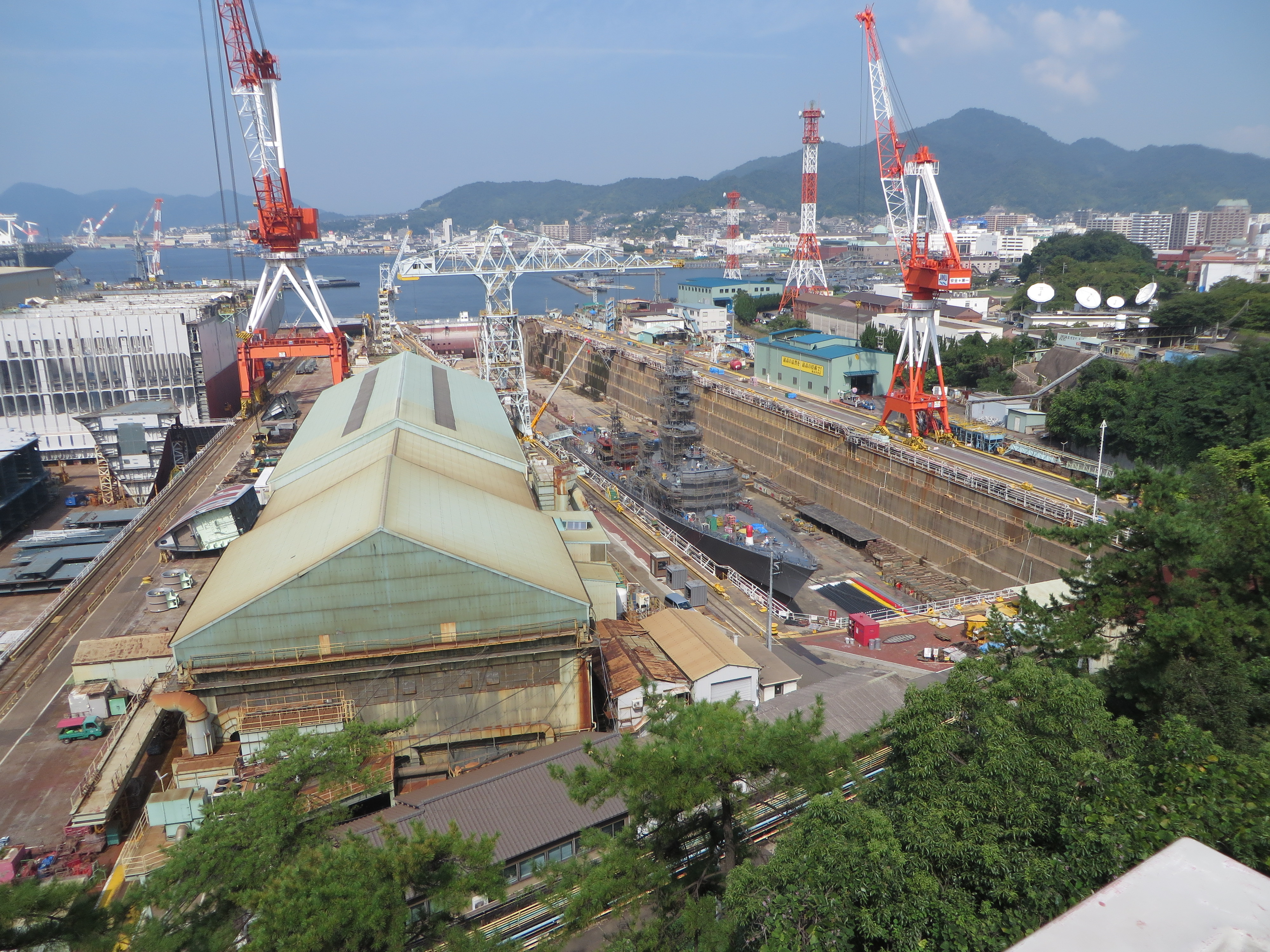
کشتی سازی ژاپن دریایی یونایتد کور

ژاپن در اواخر دهه ۱۹۸۰ بر کشتی سازی جهان تسلط داشت و بیش از نیمی از سفارشات در سراسر جهان را انجام می‌داد. نزدیک‌ترین رقبای آن کره جنوبی و اسپانیا با ۹ درصد و ۵٫۲ درصد از بازار بودند.
صنعت کشتی سازی ژاپن از اواخر دهه ۱۹۷۰ تا بیشتر دهه ۱۹۸۰ با یک رکود طولانی مواجه شد که منجر به کاهش شدید استفاده از امکانات و نیروی کار شد، اما در سال ۱۹۸۹ احیای قدرتمندی رخ داد و به این صنعت کمک شد. با افزایش ناگهانی تقاضا از سوی کشورهای دیگر که نیاز به جایگزینی ناوگان قدیمی خود داشتند و بخاطر کاهش ناگهانی صنعت کشتیرانی کره جنوبی. در سال ۱۹۸۸، شرکت‌های کشتی سازی ژاپنی سفارش ۴٫۸ میلیون تن ناخالص ساخت کشتی دریافت کردند، اما این رقم در سال ۱۹۸۹ به ۷٫۱ میلیون تن ناخالص رسید.
اگرچه ژاپن با رقابت کره جنوبی و چین روبرو است اما صنعت ساخت کشتی سازی موفق و پیشرفته خود را حفظ کرده است. ژاپن در سال ۲۰۰۴ موقعیت پیشرو خود را در این صنعت به کره جنوبی از دست داد و از آن زمان سهم بازار آن به شدت کاهش یافته است.

## بیوتکنولوژی و داروسازی

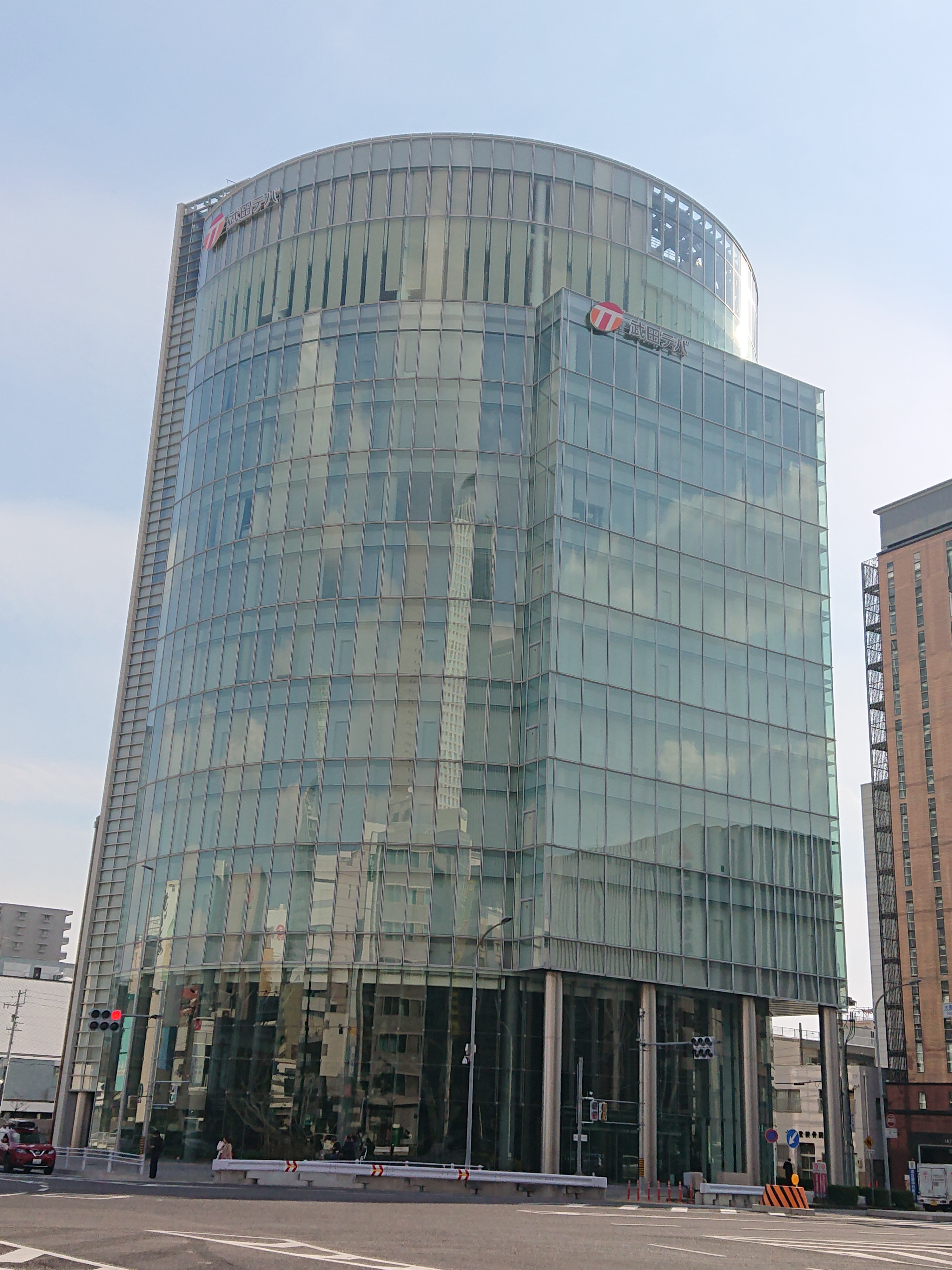
دفتر مرکزی تاکدا در ناکامورا-کو، ناگویا

صنایع بیوتکنولوژی و داروسازی در اواخر دهه ۱۹۸۰ رشد شدیدی را تجربه کردند. تولید دارو در سال ۱۹۸۹ به دلیل افزایش هزینه‌های جمعیت ژاپن که به سرعت در حال پیر شدن بود، حدود ۸ درصد رشد کرد. تولیدکنندگان پیشرو به‌طور فعال داروهای جدیدی مانند داروهای بیماری‌های پیرپزشکی و دژنراتیو تولید می‌کنند. شرکت‌های داروسازی در حال ایجاد سه قطب بودند که ژاپن، آمریکا و اروپای غربی را به یکدیگر متصل می‌کرد تا توسعه محصول را هماهنگ کنند. آنها همچنین فعالیت ادغام و اکتساب در خارج از کشور را افزایش دادند. تحقیق و توسعه بیوتکنولوژی به‌طور پیوسته در حال پیشرفت بود، از جمله راه‌اندازی پروژه‌های بیوتکنولوژی دریایی، که انتظار می‌رفت تجاری‌سازی در مقیاس کامل در دهه ۱۹۹۰ انجام شود.
تحقیقات بیوتکنولوژی طیف گسترده‌ای از زمینه‌ها را شامل می‌شود: کشاورزی، دامپروری، داروسازی، ماده شیمیایی، فرآوری غذایی و تخمیر صنعتی. هورمون‌ها و پروتئین‌های انسانی برای محصولات دارویی از طریق نوترکیبی ژنتیکی با استفاده از باکتری‌ها مورد توسعه قرار گرفتند.
بیوتکنولوژی همچنین برای تقویت خواص آنزیم باکتریایی به منظور بهبود بیشتر فناوری تخمیر اسید آمینه استفاده می‌شود، زمینه ای که ژاپن در آن پیشرو جهان است. با این حال، دولت به تولیدکنندگان ژاپنی نسبت به خوش‌بینی بیش از حد در مورد بیوتکنولوژی و صنعت زیستی هشدار می‌دهد. رقابت تحقیقاتی هم در ژاپن و هم در خارج از کشور در دهه ۱۹۸۰ تشدید شد که منجر به اختلافات مربوط به ثبت اختراع شد که در نتیجه برخی از شرکت‌ها را مجبور به ترک تحقیقات کرد. همچنین، محققان متوجه شدند که چنین توسعه دارویی پیوسته پیچیدگی‌های جدیدی را نشان می‌دهد که به پیشرفت‌های فنی بیشتری نسبت به تصور اولیه نیاز دارد. با این حال، با وجود این مشکلات، همچنان انتظار می‌رفت که تحقیق و توسعه موفقیت‌آمیز باشد و در میان مدت به تجاری سازی محصول ختم شود.
در سال ۲۰۰۶، بازار دارویی ژاپن دومین بازار انفرادی بزرگ در جهان بود. با فروش ۶۰ میلیارد دلاری تقریباً ۱۱ درصد از بازار جهانی را تشکیل می‌دهد. قوانین و صنعت داروسازی ژاپن بسیار خاص هستند. آنها توسط وزارت بهداشت، کار و رفاه اداره می‌شوند که با ادغام وزارت بهداشت و رفاه و وزارت کار در ۶ ژانویه ۲۰۰۱، به عنوان بخشی از برنامه دولت ژاپن برای سازماندهی مجدد وزارتخانه‌ها تأسیس شد.

## نفت و گاز و پتروشیمی

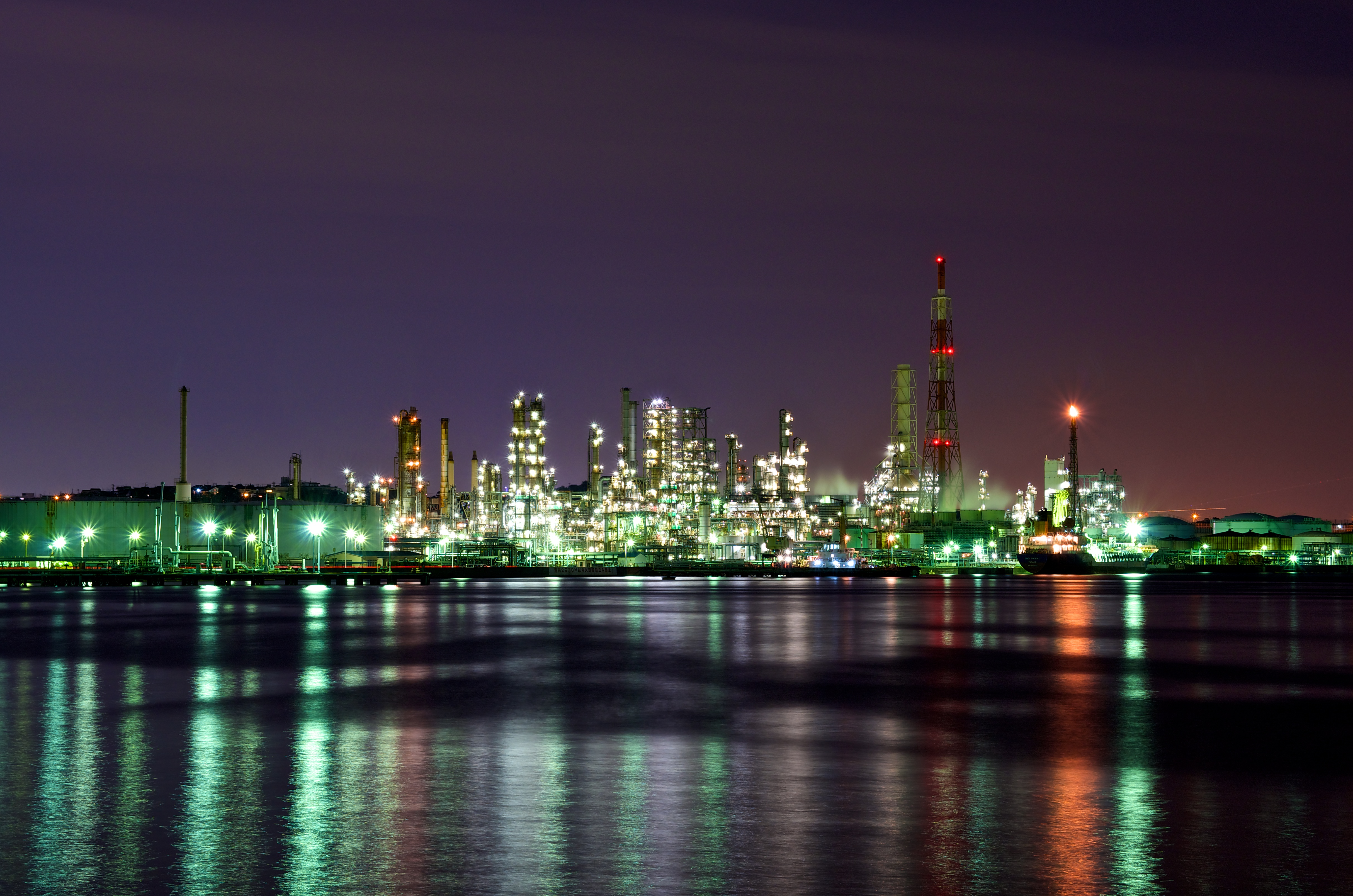
پالایشگاه نفت نیپون اویل

صنعت پتروشیمی ژاپن در اواخر دهه ۱۹۸۰ رشد متوسطی را تجربه کرد که دلیل آن توسعه پایدار اقتصادی بود. بیشترین رشد در تولید پلاستیک، پلی‌استایرن و پلی‌پروپیلن بوده است. قیمت فراورده‌های پتروشیمی به علت افزایش تقاضا در اقتصادهای تازه در حال توسعه آسیا بالا ماند.
تا سال ۱۹۹۰، انتظار می‌رفت که ساخت مجتمع‌های کارخانه ای برای تولید محصولات مبتنی بر اتیلن در کره جنوبی و تایلند باعث افزایش عرضه و کاهش قیمت‌ها شود. در بلندمدت، صنعت پتروشیمی ژاپن احتمالاً در نتیجه ادغام بازارهای داخلی و بین‌المللی و تلاش‌های سایر کشورهای آسیایی برای عقب‌نشینی با ژاپن، با تشدید رقابت مواجه خواهد شد.

## وسایل نقلیه و ماشین آلات

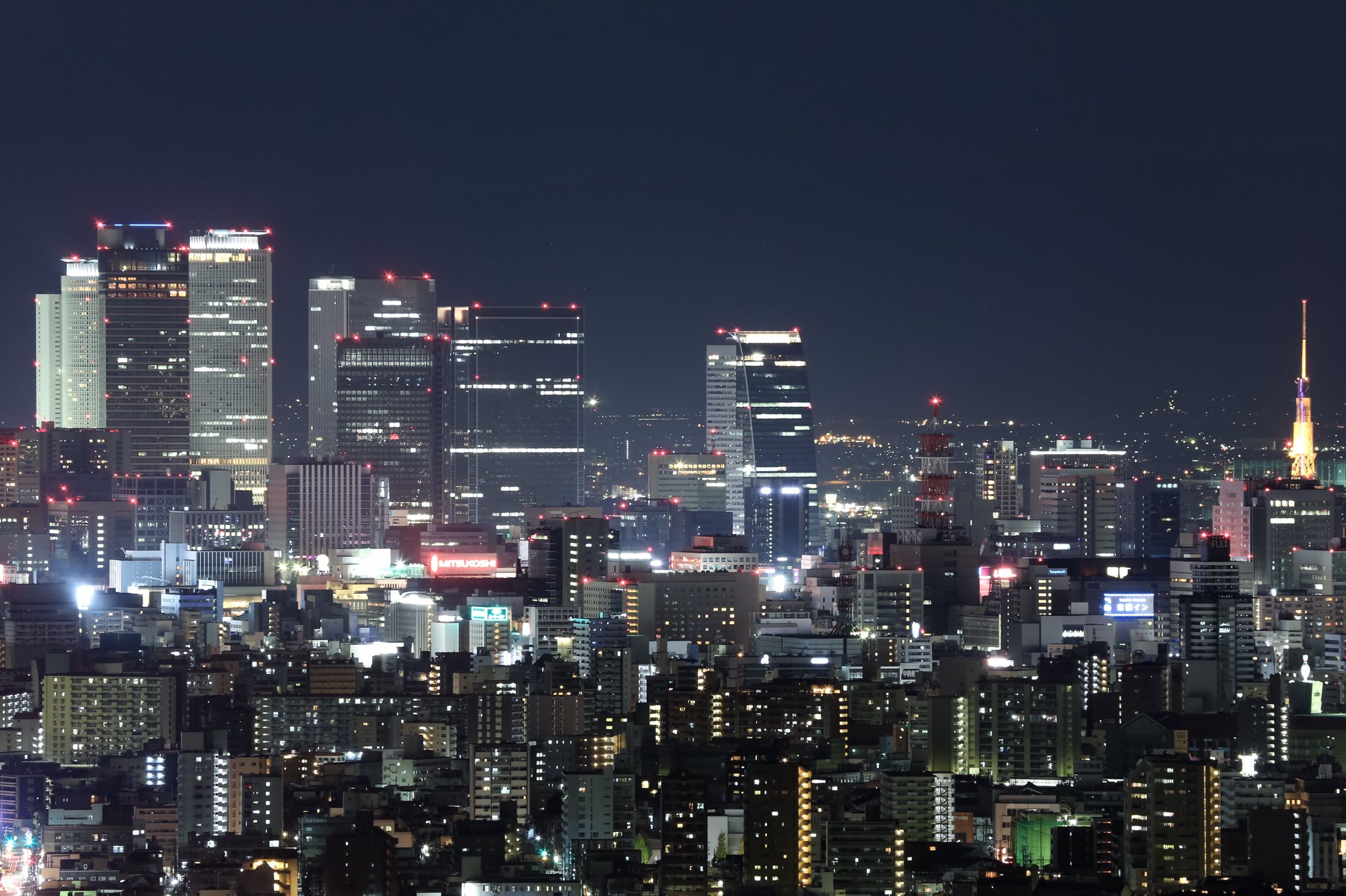
ناگویا در اطراف منطقه صنعتی چوکیو خانه صنایع خودروسازی ژاپن است.

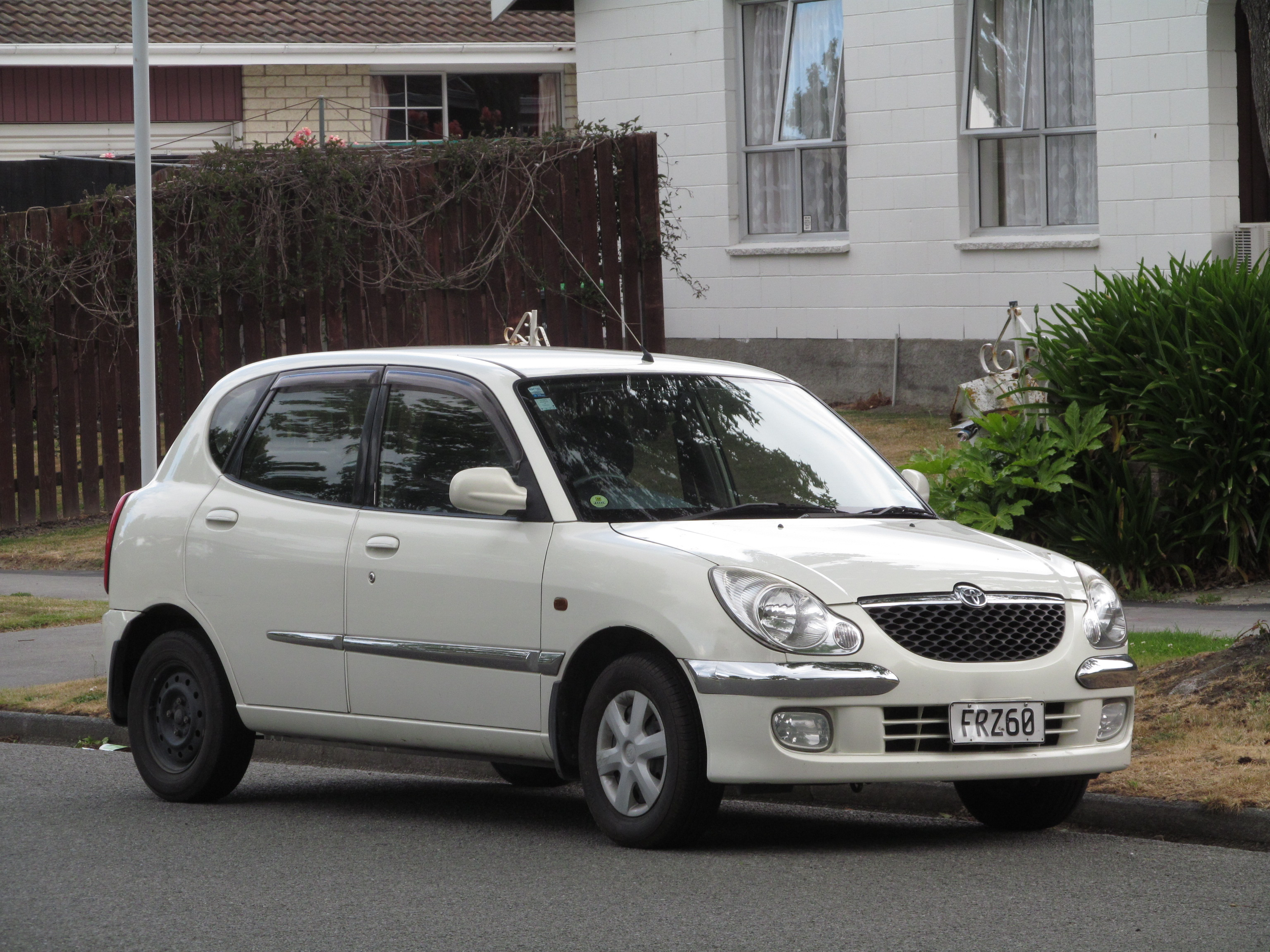
خودرو تویوتا دوئت ساخت تویوتا

صنعت وسایل موتوری یکی از موفق‌ترین صنایع در ژاپن است که سهم بزرگی در صنعت خودرو، وسایل نقلیه الکتریکی، الکترونیک، تایر و موتور دارد. شرکت‌های جهانی وسایل نقلیه موتوری ژاپنی عبارتند از:
* تویوتا
- -     - لکسوس

  - هینو
  - دایهاتسو
- هوندا
  -     - آکورا
- نیسان
  -     - اینفینیتی
- سوزوکی
- مزدا
- میتسوبیشی موتورز
- سوبارو
- ایسوزو

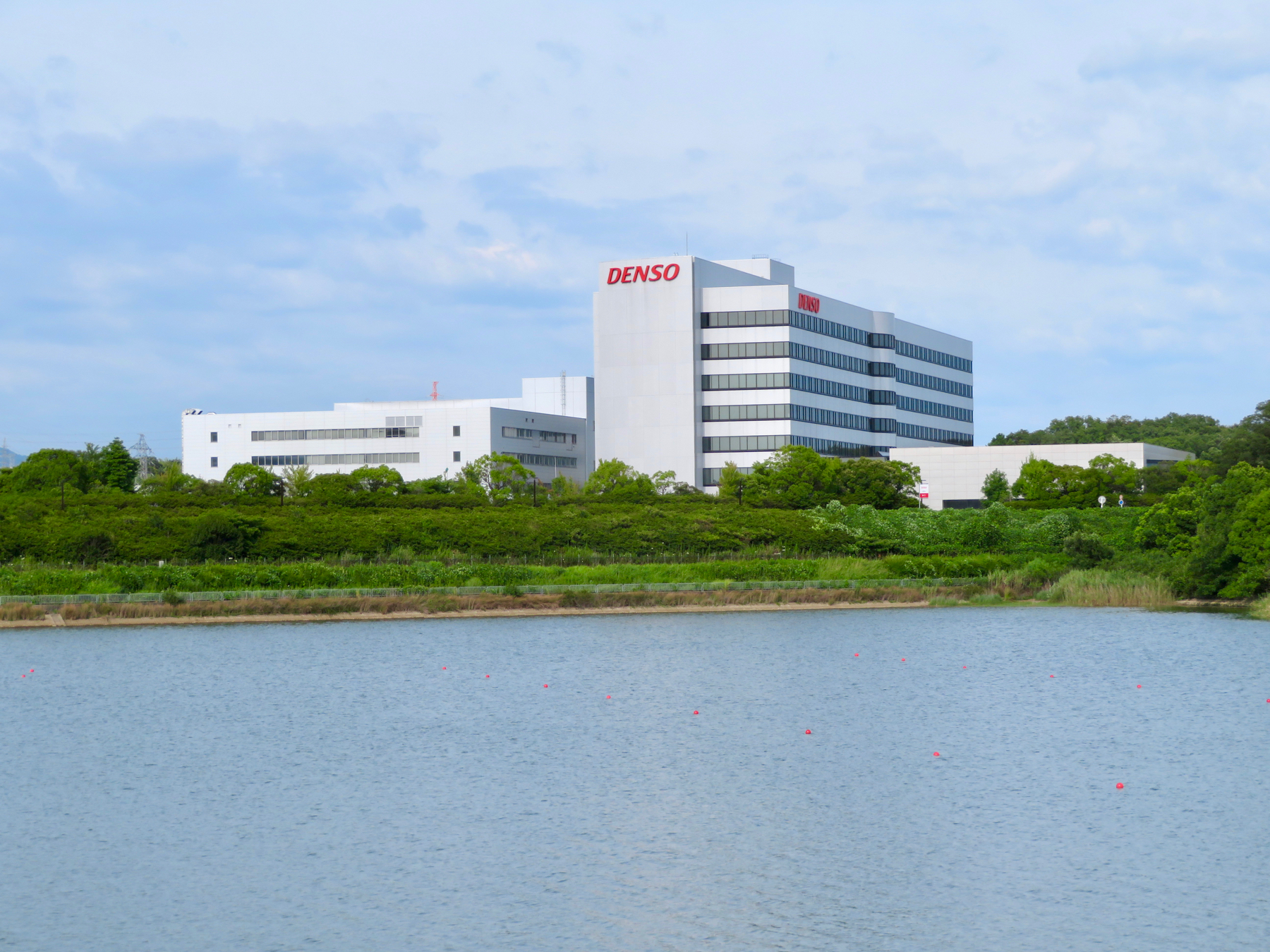
کارخانه دنسو در اطراف استان آیچی

دنسو بزرگ‌ترین شرکت در تولید قطعات خودرو در جهان است. علاوه بر این، هوندا، سوزوکی، یاماها موتور و کاواساکی موتورز از شرکت‌های جهانی موتور سیکلت هستند.

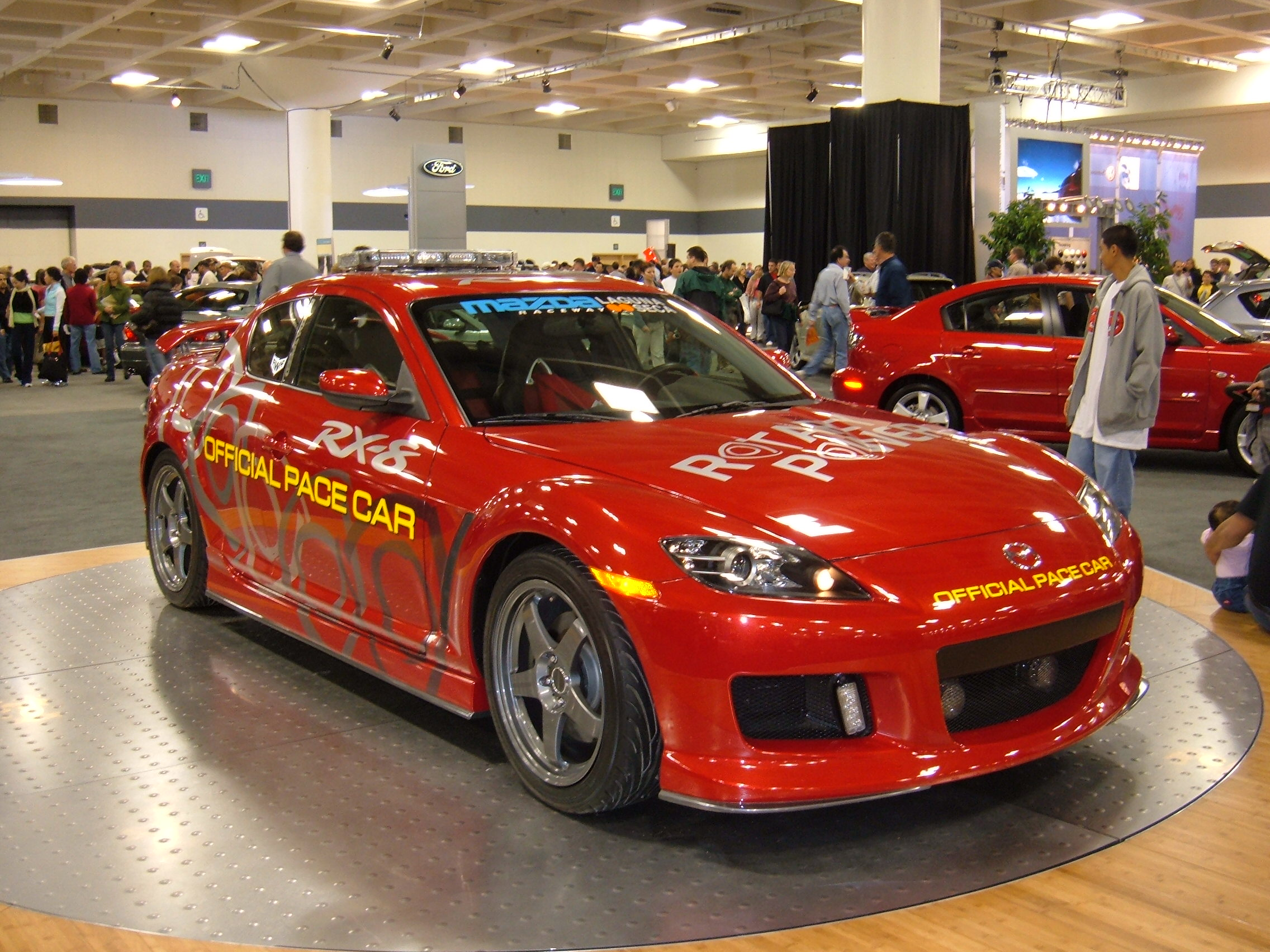
یک ماشین مزدا آرایکس-۸ در نمایشگاه بین‌المللی خودرو سانفرانسیسکو ۲۰۰۴

ژاپن خانه شش تا از ده تولیدکننده بزرگ خودرو در جهان است. به عنوان مثال، خانه شرکت‌های چند ملیتی مانند تویوتا، هوندا، نیسان، سوزوکی و مزدا است. برخی از این شرکت‌ها برای تولید تجهیزات الکترونیکی به بخش‌های مختلف مانند الکترونیک منتقل می‌شوند، زیرا برخی از آنها بخشی از کیرتسو هستند. خودروهای ژاپنی عموماً به دلیل کیفیت، دوام، بهره‌وری سوخت و ویژگی‌های بیشتر با قیمت نسبتاً پایین‌تر از رقبای خود شناخته می‌شوند. 

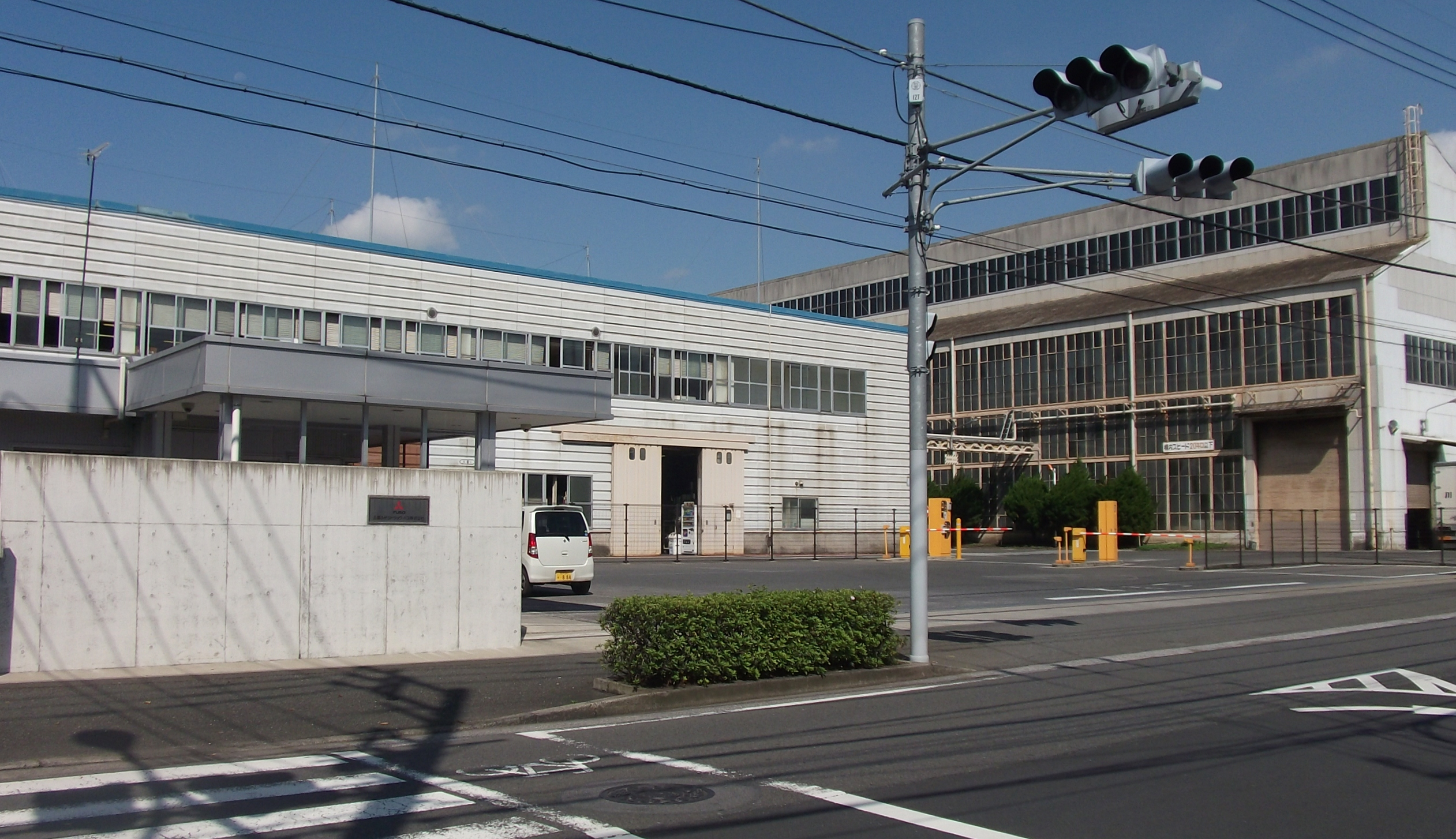
کارخانه میتسوبیشی فوسو ۲ در کاواساکی، کاناگاوا، استان کاناگاوا

در سال ۱۹۹۱، ژاپن ۹٫۷ میلیون خودرو تولید کرد که این کشور را به بزرگ‌ترین تولیدکننده در جهان تبدیل کرد. آمریکا در آن سال ۵٫۴ میلیون تولید کرد. کمتر از ۴۶ درصد از تولید ژاپن صادر شد. خودروها، سایر وسایل نقلیه موتوری و قطعات خودرو بزرگ‌ترین کلاس صادرات ژاپن در طول دهه ۱۹۸۰ بودند. در سال ۱۹۹۱، آنها ۱۷٫۸ درصد از کل صادرات ژاپن را به خود اختصاص دادند.

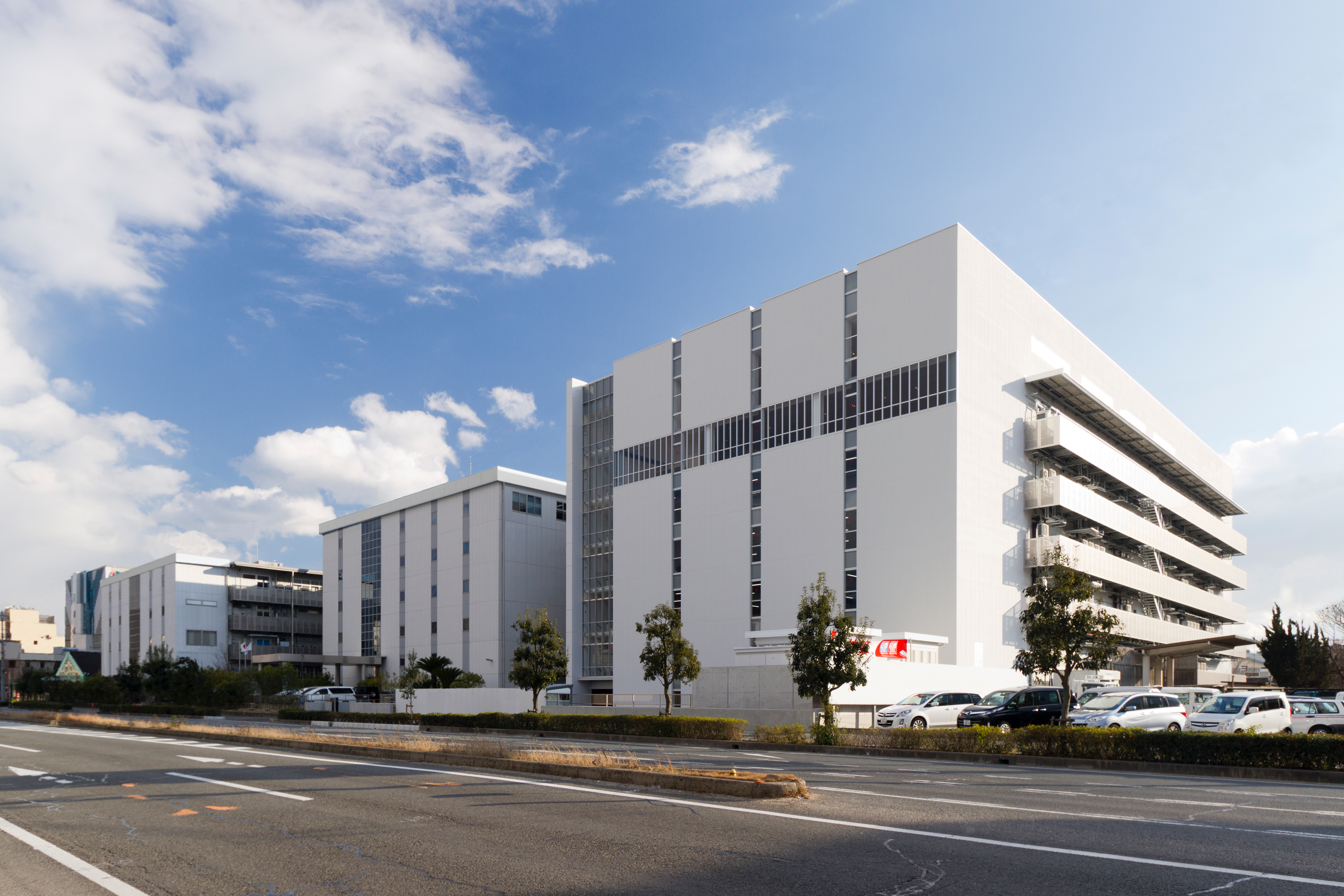
شرکت دیسکو کورپوریشن - کارخانه مزدا در کوره، هیروشیما، استان هیروشیما

ترس از حمایت‌گرایی در ایالات متحده (در پی تحریم نفتی اعراب در سال ۱۹۷۳ که خودروسازان ژاپنی به‌طور انبوه صادرات خودرو را آغاز کردند) منجر به سرمایه‌گذاری مستقیم خارجی عمده در ایالات متحده توسط خودروسازان ژاپنی شد. تا پایان دهه ۱۹۸۰، تمام تولیدکنندگان بزرگ ژاپنی خطوط مونتاژ خودرو در ایالات متحده داشتند: ایسوزو یک کارخانه مشترک با سوبارو دارد. یکی از کارخانه‌های تویوتا در آلاباما است. پس از شرکت‌های بزرگ مونتاژ، تولیدکنندگان ژاپنی قطعات خودرو نیز در اواخر دهه ۱۹۸۰ شروع به سرمایه‌گذاری در ایالات متحده کردند، با این وجود اکثر قطعات خودرو ژاپنی در ژاپن ساخته می‌شوند.

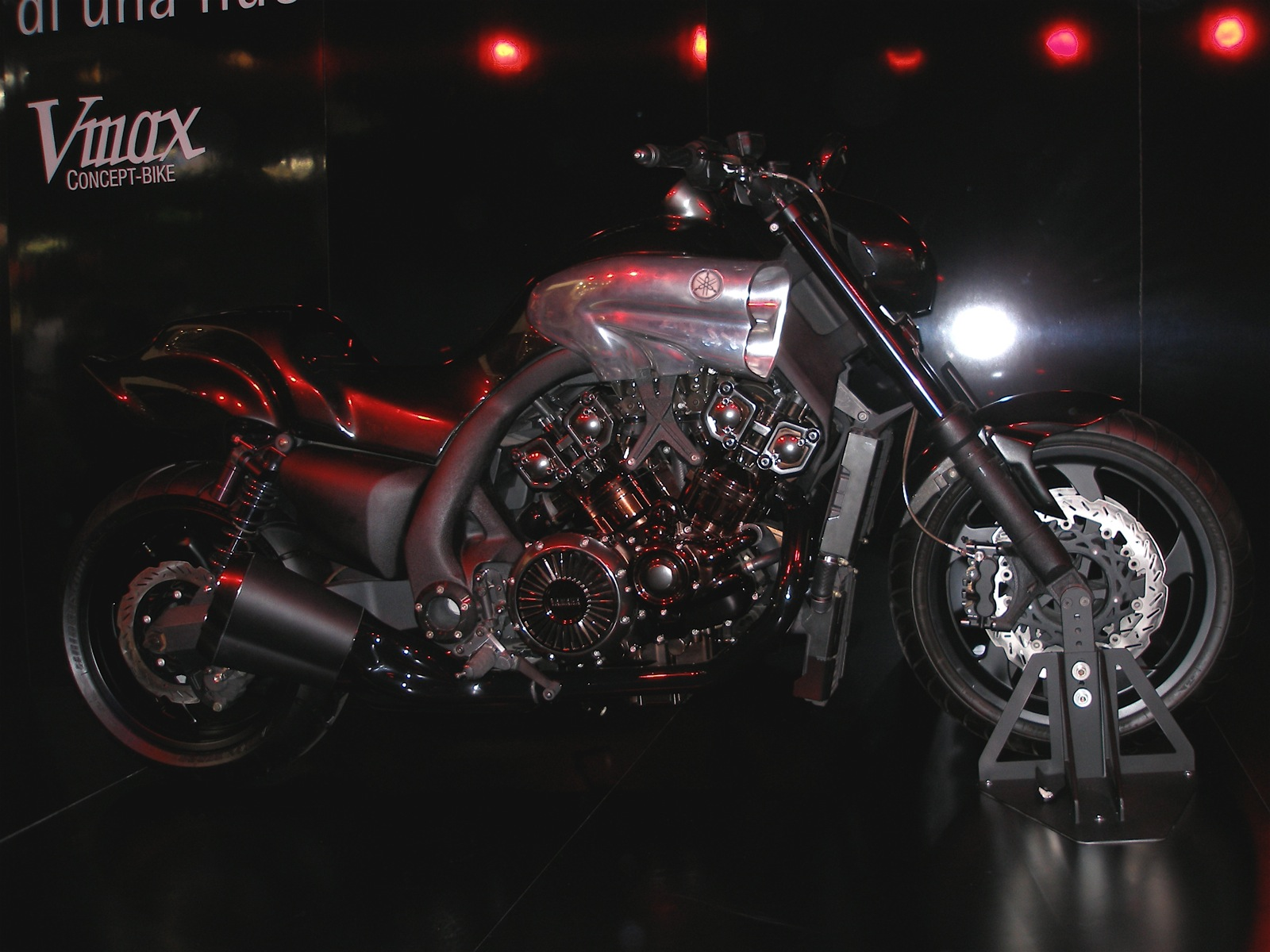
موتور ساخت شرکت یاماها

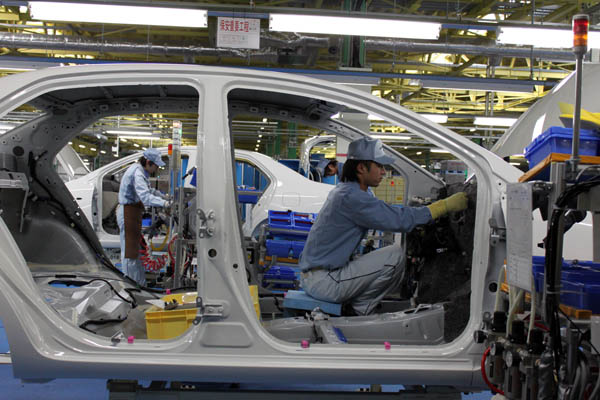
کارخانه تویوتا در اوهیرا، میاگی

در دهه ۱۹۸۰، خودروها یکی از مناطق اصلی مناقشه روابط ایالات متحده آمریکا و ژاپن بودند. هنگامی که قیمت نفت در بحران انرژی ۱۹۷۹ افزایش یافت، تقاضا برای خودروهای کوچک افزایش یافت که به نفع صادرات ژاپن به بازار ایالات متحده بود. با افزایش سهم ژاپن از بازار، به ۲۱٫۸ درصد در سال ۱۹۸۱، فشارها برای محدود کردن واردات از ژاپن افزایش یافت. نتیجه این فشارها مجموعه ای از مذاکرات در اوایل سال ۱۹۸۱ بود که منجر به توافقنامه صادرات داوطلبانه شد که محموله‌های ژاپن به ایالات متحده را به ۱٫۶۸ میلیون دستگاه (به استثنای انواع خاصی از وسایل نقلیه و کامیون‌های خاص) محدود می‌کرد. این قرارداد تا پایان دهه به قوت خود باقی ماند، اما رقابت ژاپنی‌ها تنها با ساخت کارخانه‌های جدید و با داوطلبانه بودن قرارداد صادرات افزایش یافت.
نفوذ خارجی به بازار خودرو در ژاپن تا حدودی به دلیل تراکم جمعیت و فضای محدود این کشور کمتر موفق بوده است. واردات خودروهای خارجی در چهل سال قبل از سال ۱۹۸۵ بسیار کم بود و هرگز از ۶۰۰۰۰ دستگاه در سال یا یک درصد از بازار داخلی تجاوز نکرد. موانع تجارت و سرمایه‌گذاری خودروهای وارداتی را به سهم ناچیزی از بازار در دهه ۱۹۵۰ محدود کرد و با کاهش موانع در نهایت، کنترل قوی بر شبکه‌های توزیع نفوذ را دشوار کرد. زمانی که محدودیت‌های سرمایه‌گذاری کاهش یافت، شرکت‌های بزرگ خودروسازی ایالات متحده، سهام اقلیت را در برخی شرکت‌های ژاپنی به دست آوردند، فورد ۲۵ درصد در تویو کوگیو (مزدا)، جنرال موتورز ۳۴ درصد در ایسوزو و کرایسلر ۱۵ درصد در میتسوبیشی موتورز بهره بردند.
با این حال، پس از افزایش شدید بهای ین ژاپن در سال ۱۹۸۵، تقاضای ژاپن برای خودروهای خارجی افزایش یافت، اما بیشتر خودروها از آلمان وارد شدند. در سال ۱۹۸۸، واردات خودرو در مجموع ۱۵۰۶۲۹ دستگاه بود که از این تعداد ۱۲۷۳۰۹ دستگاه اروپایی و بیشتر آلمان غربی بود. در آن زمان تنها ۲۱۱۲۴ دستگاه از آمریکا وارد شد.

## فناوری هوافضا

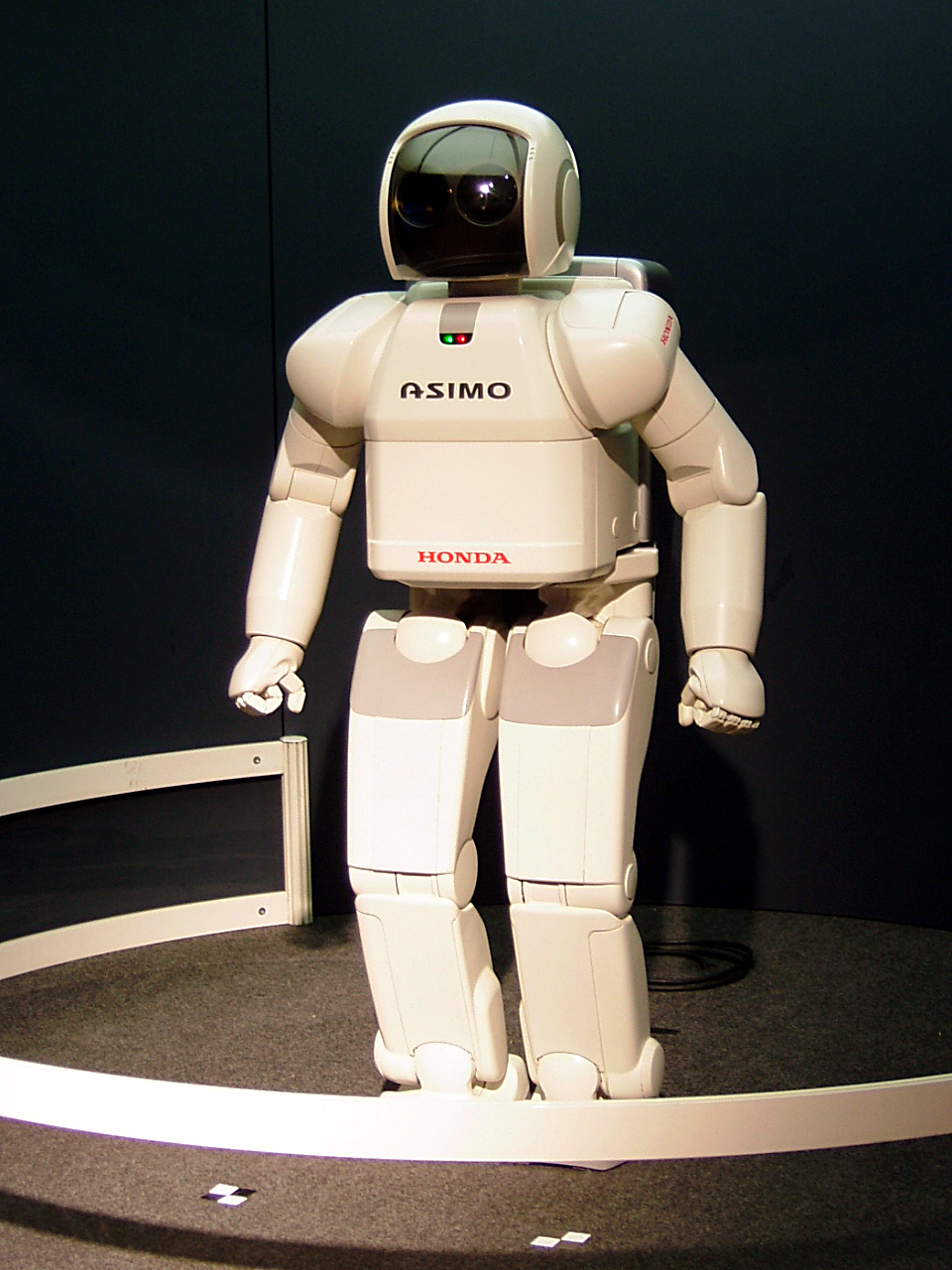
آسیمو یک ربات انسان نمای پیشرفته است که توسط هوندا ساخته شده است.

صنعت فناوری هوافضا در سال ۱۹۶۹ با تأسیس آژانس ملی توسعه فضایی (در حال حاضر آژانس کاوش‌های هوافضای ژاپن) که وظیفه توسعه ماهواره و پرتابگر را بر عهده داشت، رونق زیادی گرفت. صنعت نظامی ژاپن، اگرچه سهم کمی از تولید ناخالص داخلی دارد، بخش عمده ای از اقتصاد است.

## غذا

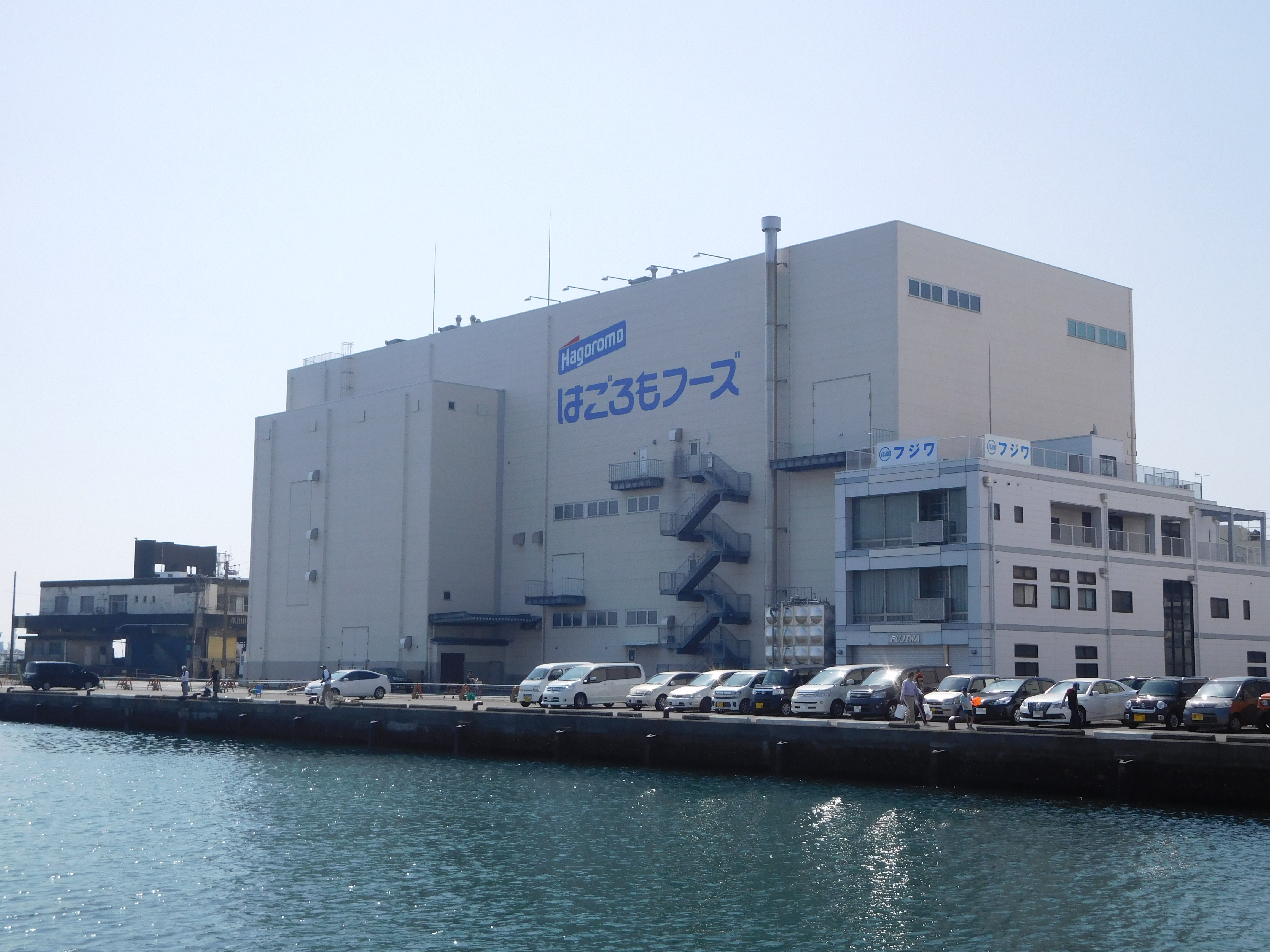
کارخانه پاستا کوه فوجی در شیمیزو-کو، شیزوئوکا

ارزش تولید صنایع غذایی پس از ماشین آلات برقی و حمل و نقل در رتبه سوم در بین صنایع تولیدی ژاپن قرار دارد. ژاپن محصولات متنوعی را تولید می‌کند، از اقلام سنتی ژاپنی مانند خمیر سویا (میسو) و سس سویا گرفته تا آبجو و گوشت.
این صنعت به‌طور کلی در دهه ۱۹۸۰ رشد ملایمی را تجربه کرد، در درجه اول از توسعه محصولات جدیدی مانند «آبجو خشک» و غذاهای از پیش پخته شده، که به دلیل تمایل اعضای خانواده به غذا خوردن جداگانه، گرایش به خانواده‌های کوچکتر و راحتی پخت، به‌طور فزاینده ای مورد استفاده قرار گرفت.
ویژگی مشترک همه بخش‌های صنایع غذایی ژاپنی بین‌المللی شدن آنها بود. از آنجایی که مواد خام داخلی به دنبال آزادسازی واردات، رقابت پذیری قیمتی خود را از دست دادند، سازندگان مواد غذایی اغلب مواد غذایی را در خارج از کشور تولید می‌کردند، ارتباط با شرکت‌های خارج از کشور را ترویج می‌دادند و شرکت‌های خارجی را خریداری می‌کردند.
در سال ۲۰۰۴، صنعت غذای ژاپن ۶۰۰ میلیارد دلار ارزش داشت در حالی که ارزش پردازش مواد غذایی ۲۰۹ میلیارد دلار بود. این با صنایع غذایی ایالات متحده و اتحادیه اروپا قابل مقایسه است. آنها همچنین محصولات شیرینی قندی فراوانی تولید می‌کنند.

## الکترونیک

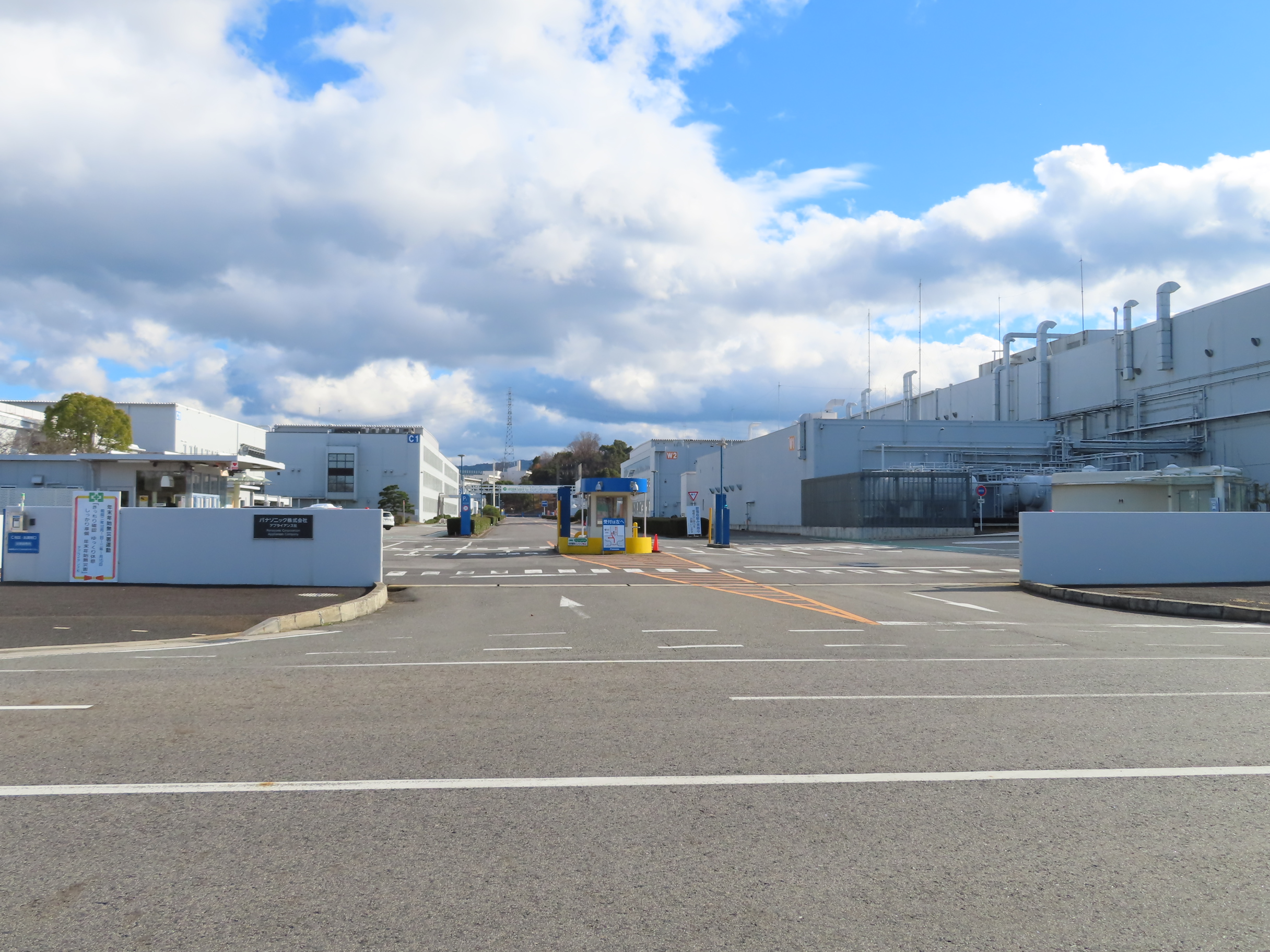
کارخانه پاناسونیک در کوساتسو، گونما

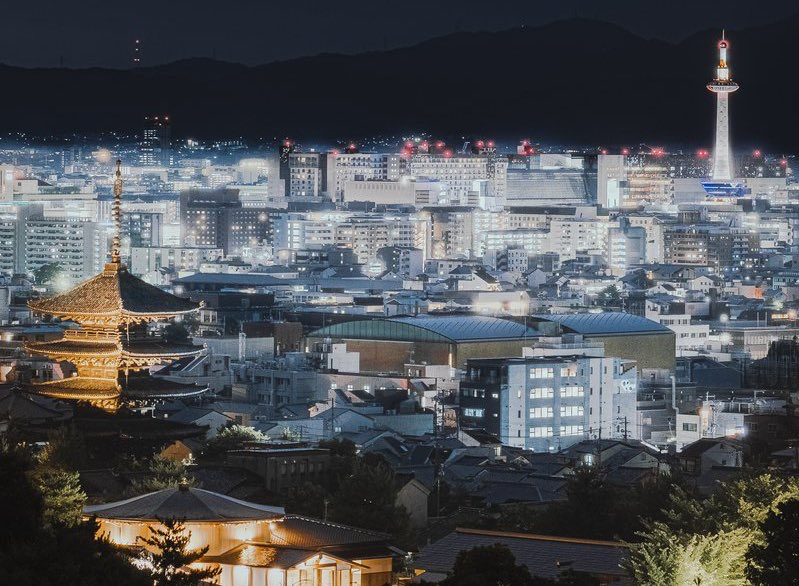
کیوتو مرکز صنعت فناوری ژاپن است.

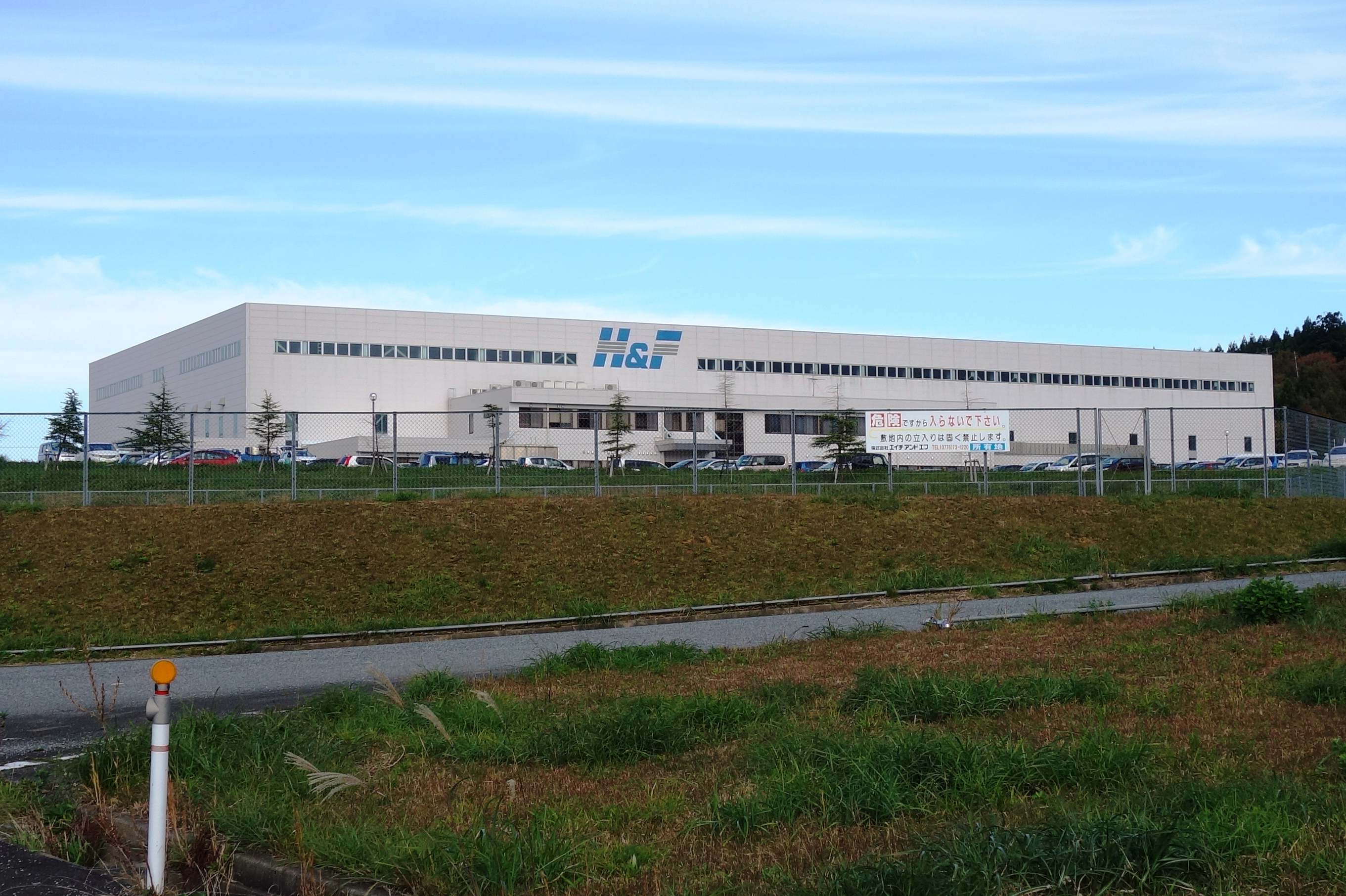
کارخانه هیتاچی زوسن در کوماساکا، استان فوکویی

ژاپن تا سال ۲۰۰۵ دارای ۷ تا از ۲۰ تولیدکننده بزرگ تراشه است. لوازم الکترونیکی ژاپنی به دلیل کیفیت، دوام و پیچیدگی‌های تکنولوژیکی خود شناخته شده‌اند. برخی از این شرکت‌ها به عنوان بخشی از keiretsu به بخش‌های خودرو و مالی می‌روند. بسیاری از شرکت‌های بزرگ الکترونیکی جهان در ژاپن مستقر هستند، از جمله:
* کانن
- کاسیو
- سیتیزن
- فوجیتسو
- هیتاچی
- میتسوبیشی الکتریک
- ان‌ای‌سی
- نیکون
- نینتندو
- پاناسونیک
- سگا
- شارپ کورپوریشن
- سیکو
- سونی
- توشیبا
- یاماها

صنعت کامپیوتر ژاپن با سرعت فوق‌العاده ای توسعه یافت و به بازارهای بین‌المللی رفت. فناوری‌های کامپیوتری ژاپنی از پیشرفته‌ترین فناوری‌های دنیا هستند. پیشروترین تولیدکنندگان قاب اصلی کامپیوتر در ژاپن در پایان دهه ۱۹۸۰ (در بازار داخلی) فوجیتسو، هیتاچی، ان‌ای‌سی، آی‌بی‌ام ژاپن و یونی‌سیس بودند. تولیدکنندگان پیشرو کامپیوترهای شخصی شرکت‌های ان‌ای‌سی، فوجیتسو، سیکو اپسون، توشیبا و IBM ژاپن بودند.

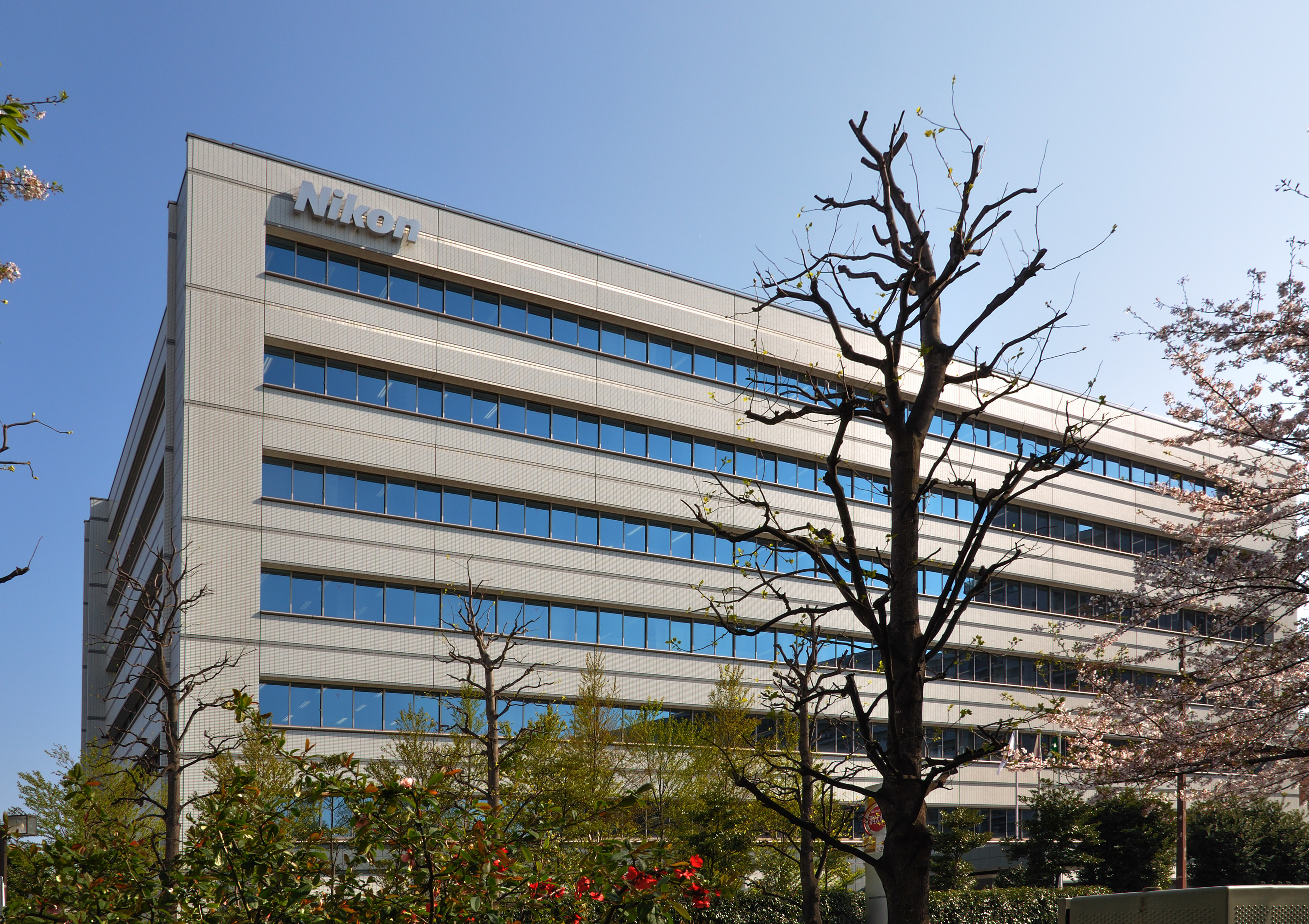
ساختمان شرکت نیکون در توکیو

در سال ۱۹۸۸، ژاپن ۱٫۵ میلیارد دلار تجهیزات کامپیوتری صادر کرد که بیش از ۱۲ برابر بیشتر از ۱۲۲ میلیون دلار در سال ۱۹۸۰ بود. در بازار کامپیوترهای شخصی که به سرعت در حال رشد است، ژاپن در دهه ۱۹۸۰ سهم بازار عمده ای را در ایالات متحده به دست آورد. واردات تجهیزات کامپیوتری در سال ۱۹۸۸ به ۳٫۲ میلیارد دلار آمریکا (شامل قطعات) رسید.
بعد از تحولات اقتصادی شامل برون سپاری و جهانی شدن نفوذ ژاپن و آمریکا در بازار رایانه کاهش یافت و شرکت‌های چینی و تایوانی و تولید قطعات و بعدها تحقیق و توسعه را در دست گرفتند.